# Hitler Lives
Hitler Lives (även känd som Hitler Lives?) är en amerikansk kort dokumentärfilm från 1945, i regi av Don Siegel.
Filmen vann en Oscar för bästa kortfilmsdokumentär vid den 18:e Oscarsgalan 1946.

## Rollista
| Knox Manning    | – Berättaren |
| Joseph Goebbels | – Sig själv  |
| Adolf Hitler    | – Sig själv  |
| Josef Stalin    | – Sig själv  |
| Harry S. Truman | – Sig själv  |